# Степи (село)
Степи — село Добропільської міської громади Покровського району Донецької області, Україна.

## Історія.
Село заснували в кінці ХІХ сторіччя. Перша назва населеного пункту - хутір Гнилий (Кутузов). Селяни, які приїхали з Таврійської губернії, начебто, купили землю у пана Кутузова. Є й інші версії щодо найменування села: 1) Кутузов - прізвище одного з перших переселенців (дане прізвище фігурує серед землевласників Казенно-Торсько-Олексіївської волості, на території якої і виник населений пункт, у списку М.Гринера 1915 року); 2) у 1913 році у Російській імперії відзначалося сторіччя від дня смерті М.Кутузова, на честь якого і було названо населений пункт. Однак жодна із трьох озвучених вище версій не має прямого документального підтвердження.
На хуторі було 17 дворів. Земельною ділянкою вони користувалися в 1700 десятин.
В 1917 році селяни з села Рубіжного взяли кілочки і відокремили собі землі частково у кутузян і частково у новосільських землевласників. Таврійські селяни не хотіли віддавати землю, тому відбувалися сварки.
В 1918 році село заняли німці, які відбирали у селян частину хліба, худоби та інших продуктів. У боротьбі з німцями у 1918 році брав участь житель села Назаренко Григорій Мойсейчук, який бився разом з іншими партизанами в районі станції Ясинувата.
З початку утворення села і до 1923 року школи в селі не було. З 1900 по 1913 рік діти деяких селян ходили в школу, яка знаходилася в Золотому Колодязі . З 1913 по 1923 рік деякі діти навчались в школі в селі Рубіжному.
У 1923 році в селі було три ковальні та два вітряні млини.
В 1923 році в селі була створена сільська Рада. Першим головою Рубіжанскої сільської ради працював місцевий житель Олександр Михайлович Компанієць. Потім він був вибраний головою сільської ради села Грузьке, а в 1930 році знов повертається в своє село.
У січні 1930 уповноважений з села Гришине, на зібрані селян, запропонував жителям вступити в колгосп, на цьому зібрані всі жителі вступили в колгосп за винятком одного Компанійця Григорія. Першим головою колгоспу був обраний Компанієць Олександр Михайлович, а головою сільської ради був вибраний Справедливий.
Вперше організований колгосп називався "Радянська Україна", а в 1933 році був перейменований в колгосп "Новий Побут". Через брак приміщення для сільської ради, виконком сільської ради був перенесений з села Рубіжного до села  Кутузовку, але називався так само до 1954 року. У 1954 році село було у складі Розолюксембурзької сільської ради. У 1958 році колгосп "Новий Побут" був з'єднаний з колгоспом "Заповіт Ілліча", а сільська рада стала Ганівською. У 1952 році в селі з'явився перший радіоприймач. У 1958 році село було електрифіковане.
У 1957-1962 роках побудували залізницю Дубове - Мерцалове, на якій в 10 км від останньої станції в районі Кутузовки було відкрито роз'їзд Кутузове № 4, з 1963 року - Облачний. З 2007 року роз'їзд обернено у зупинний пункт, з 2009 року припинене залізничне пасажирське сполучення.
У 1965 році в селі збудували нову будівлю початкової школи і медпункт. Був збудований новий магазин. У 1966 році провели телефонний зв'язок.

## Відомі люди.
Буряк Михайло Іванович (1921–1944) — учасник другої світової війни, Герой Радянського Союзу (1945).

## Жертви сталінських репресій.
- Роговий Іван Лаврентійович, 1896 року народження, село Кутузівка Добропільського району Донецької області, українець, освіта початкова, безпартійний. Коваль радгоспу “Новий Донбас”. Проживав в селі Чернявське Добропільського району Донецької області. Заарештований 14 грудня 1937 року. Трійкою УНКВС по Донецькій області 29 грудня 1937 року засуджений до розстрілу. Даних про виконання вироку немає. Реабілітований у 1989 році.